# Compañía Nacional de Danza de México
La Compañía Nacional de Danza de México del Instituto Nacional de Bellas Artes y Literatura, antes conocida como el Ballet Clásico de México, fue fundada en 1963. Se encuentra bajo la dirección de Elisa Carrillo y Cuauhtémoc Nájera. 

## Historia
Fue creado de 1963 y el 2 de septiembre de 1977, por decreto presidencial, se modifica para representar la compañía mexicana de danza clásica como iniciativa de Celestino Gorostiza. Salvador Vázquez Araujo fue el responsable del desarrollo de la compañía bajo una asesoría cubana y la creación del Sistema Nacional para la Enseñanza Profesional de la Danza. 
La Compañía Nacional de Danza de México se enfoca en la creación, preservación y divulgación de obras artísticas con un enfoque interdisciplinario con artistas nacionales e internacionales.
Está compuesta por más de 100 personas que desarrollan diversas actividades como personas docentes, coordinadoras, bailarinas, administrativas, técnicas, fisioterapeutas y músicos.
Como parte de su repertorio, han montado obras internacionales, tradicionales y contemporáneas tales como El Lago de los Cisnes, Giselle, La bella durmiente, Cri-Cri, Blancanieves, El Cascanueces, Don Quijote, entre otras. 

## Bailarines

### Primeros bailarines
- Valeria Mariaud
- Ana Elisa Mena
- Mayuko Nihei
- Yoali Sousa
- Argenis Montalvo
- Alejandro Hidalgo

### Primeros solistas
- Elisa Ramos
- Yoalli Sousa
- Moisés Carrada
- Roberto Rodríguez

### Solistas
- Greta Elizondo
- Alicia Hauffray
- Marissa Jiménez
- Valeria Mariaud
- Bárbara Treviño
- Juan Capellán
- Antón Joroshmanov
- Alejandro Mendoza
- Yubal Morales

### Corifeos
- Mahaimiti Acosta
- Fernanda Cervantes
- Michele Cutri
- Alexis Escamilla
- Isabel García
- Scarlett Güemez
- Mariana Torres
- Alejandro Hidalgo
- Luis Ledesma
- Gerardo Martínez
- Alexander Mitiaev
- Erick Santamaría

### Cuerpo de baile
- Raquel Cadena
- Delia Cruz
- Lara Delgado
- Stephanía Fierro
- Lorena García
- María García
- Valeria García
- Ixchel Gómez
- Ximena González
- Corinne Jarvis
- Ana Isabel Jiménez
- Sonia Jiménez
- Natalia Lemus
- Edith Luna
- Irina Marcano
- Sofía Martínez
- Valeria Méndez
- Ana Paula Montero
- Isis Murcio
- Nayely Quiroz
- Cecilia Rodríguez
- Daniela Sánchez
- Josefina Toscano
- Ana Laura Várguez
- Jessie Vega
- Yohana Yáñez
- Iván Arámbula
- Roberto Barqui
- Aarón Cuellar
- Maximiliano Díaz
- Braulio Fernández
- Jorge Larrazolo
- Onel Leyva
- Luis Mondragón
- Oliver Orozco
- Alec Reyes
- Uziel Romero
- Ernesto Rosales
- Fausto Serrano
- Yered Tobón
- Iván Velasco